# Bikár Deján
Bikár Deján, Birkás Dénes (Budapest, 1907. március 13. – 1996. július 10.) magyar jégkorongozó, gyeplabdázó, sportvezető. Fia Bikár Péter szintén jégkorongozó.

## Pályafutása
A Budapesti Budai Torna Egylet jégkorong szakosztályának vezetője és az Egylet jégkorongozója volt. Válogatott játékosként pályára lépett az 1930-as és az 1931-es jégkorong-világbajnokságon.
Gyeplabdázóként a magyar válogatott tagjaként részt vett az 1936-os nyári olimpián is. 1963 és 1966 között a Magyar Jégsport Szövetség elnöke volt.